# Jórunn skáldmær
Jórunn skáldmær (« la jeune fille scalde » en vieux norrois) est une scalde norvégienne qui composa dans la première moitié du Xe siècle. Seules trois strophes et deux demi-strophes de son Sendibítr (« Message mordant ») ont été conservées, principalement dans les œuvres de Snorri Sturluson (la saga de Harald à la Belle Chevelure et la saga de saint Óláf, dans Heimskringla, ainsi que Skáldskaparmál). Le Sendibítr, qui évoque un conflit entre le roi de Norvège Harald à la Belle Chevelure et son fils Halfdan III de Vestfold, est le plus long poème scaldique composé par une femme qui nous soit parvenu.